# Турну
Турну (рум. Turnu) — село у повіті Арад в Румунії. Адміністративно підпорядковане місту Печика.
Село розташоване на відстані 437 км на північний захід від Бухареста, 17 км на північний захід від Арада, 55 км на північ від Тімішоари.

## Населення
За даними перепису населення 2002 року у селі проживала 1251 особа.
Національний склад населення села:
| Національність | Кількість осіб | Відсоток |
| -------------- | -------------- | -------- |
| румуни         | 833            | 66,6%    |
| угорці         | 352            | 28,1%    |
| серби          | 53             | 4,2%     |
| українці       | 5              | 0,4%     |

Рідною мовою назвали:
| Мова       | Кількість осіб | Відсоток |
| ---------- | -------------- | -------- |
| румунська  | 864            | 69,1%    |
| угорська   | 340            | 27,2%    |
| сербська   | 37             | 3,0%     |
| українська | 5              | 0,4%     |